# Спи, моя радость, усни
«Спи, моя радость, усни» (нем. Schlafe, mein Prinzchen, schlaf ein) — колыбельная песня на текст Вильгельма Готтера (1746—1797) из пьесы «Эсфирь» (1795). Считается одной из самых известных колыбельных песен не только на немецком, но и на других языках, Долгое время музыку приписывали Вольфгангу Амадею Моцарту (KV 350) или Бернхарду Флису. Настоящий автор Фридрих Флейшман (Johann Friedrich Anton Fleischmann).

## Авторство
В 1825 году Констанция Моцарт передала эту песню издателю произведений своего мужа, сопроводив следующим замечанием: «Сочинение премилое, по всем признакам моцартовское, непосредственное, изобретательное». Через несколько лет она была включена в приложение к биографии венского классика, составленной Констанцией со своим вторым мужем Георгом фон Ниссеном. В 1826 году последний писал издателю Иоганну Антону Андре, что «по суждению знатоков, эта песня достойна Моцарта». В дневнике Констанции за 27 сентября 1828 года была внесена запись: «Д-ру Ф[ойерштайну] вместо Колыбельной песни приложена другая композиция моего Моцарта». И. Э. Энгль видел в этом подтверждение своей точки зрения, что она действительно принадлежит венскому композитору. Эту позицию не разделял моцартовед Герман Аберт, заметивший по этому поводу, что история с атрибуцией Констанцией колыбельной является очень туманной, так как слова вдовы композитора не могут выступать объективным источником:
И если она хотела заменить песню другой композицией Моцарта, то не означает ли это, что она сама не была вполне уверена в ней? Наконец, и стиль песни также возбуждает сомнения. Схематичное членение на сплошь одинаково построенные двутакты нельзя найти ни в одной моцартовской песне; даже в его простейших песнях обращается больше внимания на многообразие и индивидуальность.
Колыбельная долгое время традиционно входила в каталоги произведений Моцарта (например, (KV. 350), а авторство стихов стало приписываться немецкому поэту Матиасу Клаудиусу (1740—1815). Однако позже автором музыки «колыбельной Моцарта» стали называть Иоганна Фляйшмана (Johann Friedrich Anton Fleischmann; 1766—1798) или Бернарда Флиса (Bernhard Flies; ок. 1770—?). Так, было установлено, что в 1795 или 1796 году — то есть уже после смерти Моцарта — она была опубликована под фамилией Флиса. Выдвигалось предположение, что последнему могли приписать это произведение, но выяснилось, что колыбельная написана на текст Вильгельма Готтера (1746—1797) из пьесы «Эсфирь», изданной в 1795 году. Несмотря на то, что некоторые музыковеды настаивают на том, что она принадлежит Моцарту, даже после появления фактов о принадлежности её Фляйшману или Флису, вопрос об этом видимо не может быть разрешён окончательно. Так, по мнению Аберта:
«Колыбельная песня» — творение таланта, но не гения, и если её автором был Моцарт, то она относится как раз к тем его сочинениям, которые были набросаны наспех, по случаю. Мелизм, подобный тому, что появляется в предпоследнем такте песни, был тогда весьма распространённым в песенном творчестве приёмом, поэтому его невозможно считать специфически моцартовским признаком.

## Версии и адаптации

### Немецкий текст
Оригинал стихотворения, опубликованный в Лейпциге в 1795 году: 
1. Schlafe, mein Prinzchen! es ruhn,

Schäfchen und Vögelchen nun;

Garten und Wiese verstummt;

Auch nicht ein Bienchen mehr summt;

Luna mit silbernem Schein

Gucket zum Fenster herein.

Schlafe beym silbernen Schein,

Schlafe, mein Prinzchen, schlaf' ein!

2. Auch in dem Schlosse schon liegt

Alles in Schlummer gewiegt;

Reget kein Mäuschen sich mehr;

Keller und Küche sind leer.

Nur in der Zofe Gemach

Tönet ein schmelzendes Ach.

Was für ein Ach mag das seyn?

Schlafe, mein Prinzchen, schlaf' ein!

3. Wer ist beglückter, als du?

Nichts als Vergnügen und Ruh!

Spielwerk und Zucker voll auf;

Und auch Karessen im Kauf!

Alles besorgt und bereit,

Daß nur mein Prinzchen nicht schreyt!

Was wird das künftig erst seyn?

Schlafe, mein Prinzchen, schlaf' ein!
Ныне распространённая редакция текста помещает рефрен в первую же строку стихотворения. Ради рифмы изменена и вторая строка, вследствие чего музыкальное и словесное ударения в слове Vögelein расходятся:

1. Schlafe, mein Prinzchen, schlaf ein!
 
Es ruh'n Schäfchen und Vögelein <...>

### В России
На русском языке песня появилась в 1924 году в переводе Софии Свириденко (1882 — ?), с инципитом «Спи, мой царевич, усни». В 1932 году появился ещё один перевод — поэта Всеволода Рождественского: «Спи, мой сынок, без забот, (…) / Спи мой сынок дорогой».
Распространение в России приобрёл вариант неизвестного автора, основанный на переводе Свириденко, но с инципитом «Спи, моя радость, усни», восходящим к «Колыбельной песне» Константина Бальмонта.
В сентябре 2021 года Даниэль Клугер, вдохновившись данной статьёй в Википедии на заглавной странице, перевёл текст заново с немецкого оригинала XVIII века максимально близко к первоначальному тексту.
В 1982 году на киностудии «Союзмультфильм» режиссёр-мультипликатор Юрий Прытков и сценарист Владимир Капнинский создали рисованный мультфильм «Верное средство» с использованием этой колыбельной песни в исполнении Клары Румяновой.
С 1986 года песня звучала в музыкальной заставке к популярной детской телепередаче «Спокойной ночи, малыши» (режиссёр — Владимир Самсонов). В 1995 году её сменила другая песня — «Фея сна», а в 1997 году редакторы по просьбе телезрителей вернули изначальную колыбельную «Спят усталые игрушки».